# 大金皇弟都统经略郎君行记

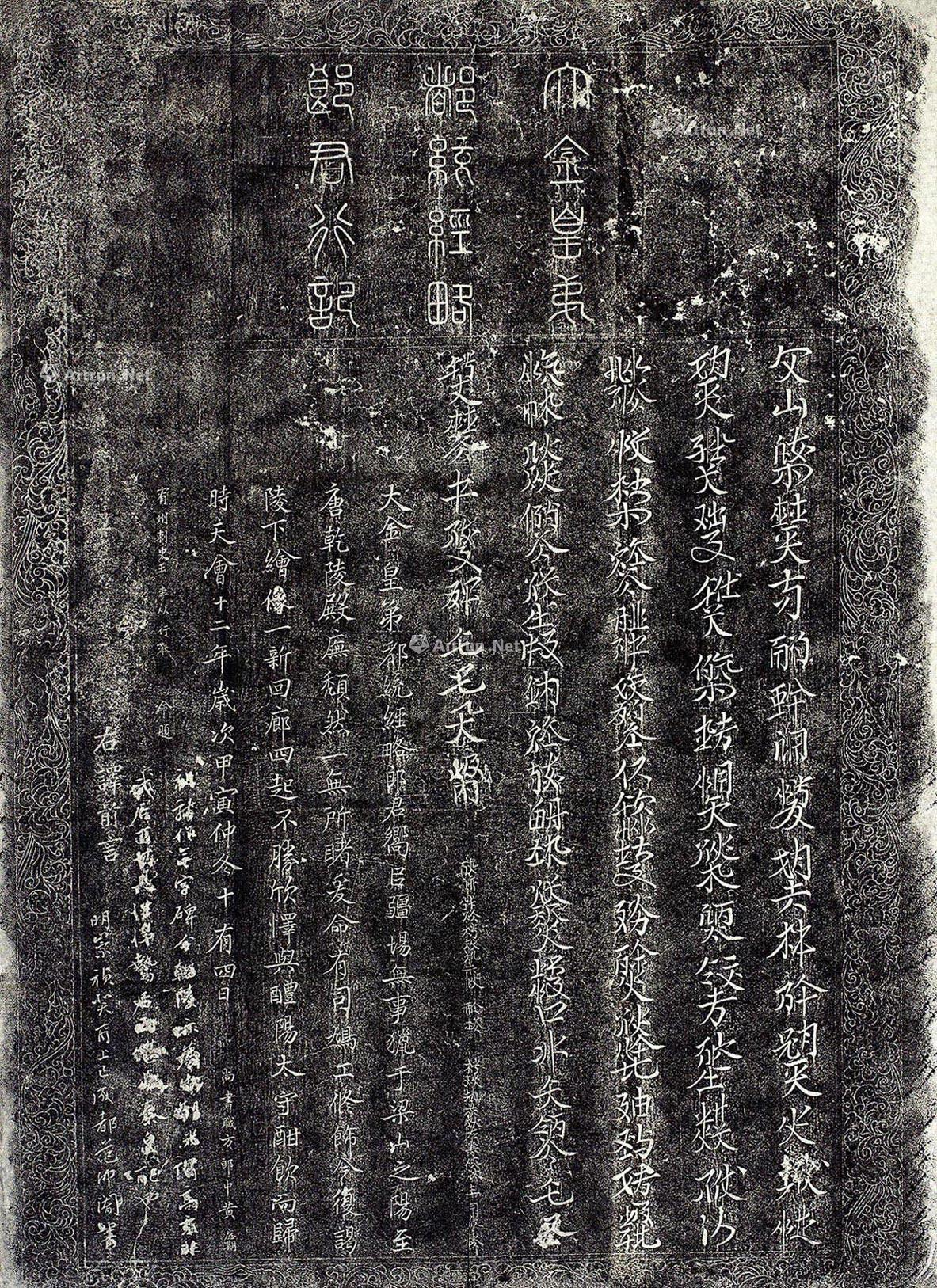
大金皇弟都統經略郎君行記

《大金皇弟都統經略郎君行記》，简称《郎君行記》，是金朝初年以契丹小字和汉字刻写在乾陵無字碑上的碑文，记述金国皇帝弟弟寻猎于梁山的經過。题额用汉字小篆书写。正文的契丹文部分有五行，97个字；汉文部分是契丹文部分的翻译。这是目前发现的唯一契丹汉双语文献。
当中的金国皇帝弟弟实为大金朝第二代皇帝完颜晟的弟弟完颜撒离喝。
此碑为金太宗天会十二年十一月十四日（公元1134年12月1日）题刻。周围由6.2厘米宽的线刻缠枝蔓草莲花纹，和有飞狮穿行其间的图案构成边框，通高142厘米、宽96厘米。只有这段文字是将原来碑上刻的格子磨掉后刻的。

## 汉文部分
尚書職方郎中黃應期，宥州刺史王圭從行，奉命題。
右譯前言。